# 克里斯托弗·兰顿
克里斯托弗·兰顿（Christopher Gale Langton，1948或49年—）， 美国生物学家，仿生领域开创者之一。1980年代他发明了术语仿真，1987年在洛斯阿拉莫斯国家实验室组织了第一次“生命系统的合成仿真国际会议”。